# Лиственница ольгинская
Ли́ственница о́льгинская (лат. Larix olgensis) — вид лиственницы, по международной классификации — разновидность лиственницы Гмелина — лат. Larix gmelinii var. olgensis, растет на юге Приморского края, главным образом вдоль морского побережья и по восточным предгорьям Сихотэ-Алиня. Севернее 46° с.ш. не встречается.
Основная часть ареала простирается от реки Максимовка на севере до бухты Валентина на юге.

## Ботаническое описание
Деревья высотой до 25, реже — до 30 м. В силу произрастания на крутых склонах, подверженных морским ветрам, зачастую приобретают низкорослую форму с искривленными стволами и неправильными кронами.
Молодые побеги густо-опушённые, красновато-коричневые. Хвоя длиной от 2 до 3 см, узкая, килеватая, тёмно-зелёная, снизу сизая.
Шишки имеют закругленно-яйцевидную форму, длина 1,8—2,5 см, в раскрывшемся состоянии их ширина составляет от 1,6 до 2 см. От 25 до 30 чешуй расположены в 5—6 рядов.

## Экология
По данным Любови Васильевой и Леонида Любарского древесина поражается трутовиком окаймлённым (Fomitopsis pinicola).

## Синонимы
- Larix amurensis Kolesn. ex Dylis (1961) — Лиственница амурская
- Larix dahurica var. koreana Nakai (1929)
- Larix gmelinii var. koreana (Nakai) Uyeki (1940)
- Larix gmelinii subsp. olgensis (A.Henry) A.E.Murray (1982)
- Larix lubarskii Sukaczev (1931) — Лиственница Любарского
- Larix olgensis A.Henry (1915) basionym
- Larix olgensis var. amurensis (Kolesn. ex Dylis) Kitag. (1979)
- Larix olgensis var. changpaiensis Y.C.Yang & Y.L.Chou (1964)
- Larix olgensis f. intermedia Y.C.Yang & S.C.Nie (1964)
- Larix olgensis var. intermedia Taken. (1942)
- Larix olgensis var. koreana (Nakai) Nakai (1938)
- Larix olgensis f. pubibasis Y.C.Yang & S.C.Nie (1964)
- Larix olgensis f. viridis Nakai (1938)